# 정간보

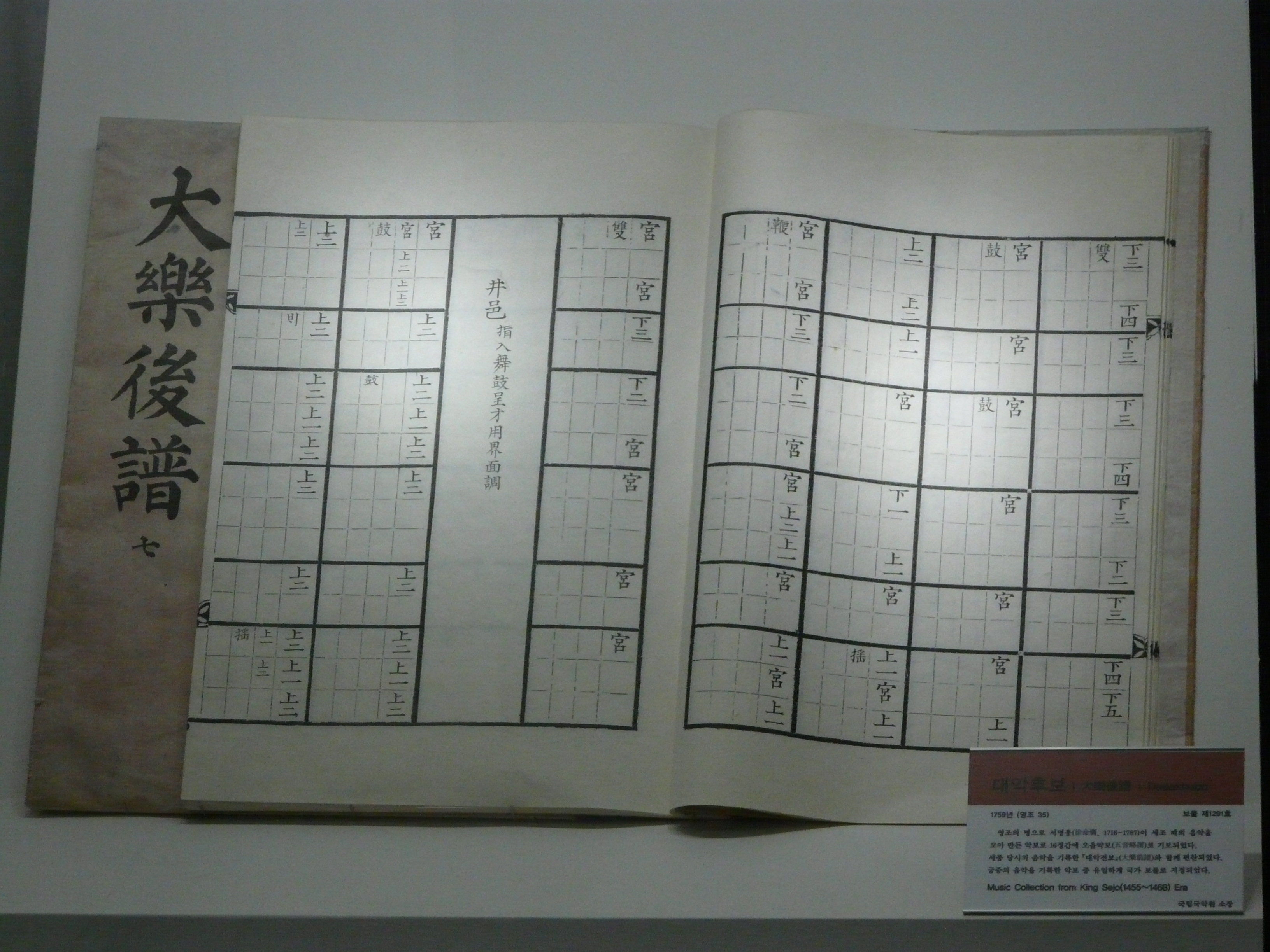
정간보

정간보(井間譜)는 한국에서 전통적으로 사용된 기보법의 하나이다. 조선 세종 때 만들어 쓰던 기보법으로 《세종실록(世宗實錄)》에 실린 것이 가장 오래된 것으로 이것은 동양 최고(最古)의 유량악보이다.
정간보법은 시가(時價)만을 나타내는 것이므로 음의 높이를 나타내기 위하여 율자보 혹은 오음약보·육보 등을 섞어 쓴다. 정간(井間)이라고 부르는 네모진 칸의 수효 및 차지하는 공간의 넓이로 음의 길이(時價)를 나타낸다. 1박인 음은 1정간으로, 2박인 음은 2정간으로 나타내되 차지하는 정간들의 첫 정간에만 음표를 한다. 쉼표는 세모꼴(三角形)로 나타내고 쉼표의 길이만큼 정간을 차지한다. 한 박보다 짧은 길이를 갖는 음은 전간을 나누어 음표를 한다. 한국음악에는 3분박자가 많으므로 정간은 3등분 혹은 6등분으로 나누어 음표를 하는 경우가 많다. 1⁄3박은 3등분, 1⁄6박은 6등분하여 음표를 한다.
음에 꾸밈음(裝飾音)이 붙을 때는 그 종류에 따라 음표에 여러 가지 기호(記號)를 덧붙인다. 한 장단은 한 행으로 나타내는데 16박이 한 장단인 음악은 16정간이 한 행이 되고, 6박이 한 정간인 음악은 6정간이 한 행이 된다. 고악보를 보면 세종실록 악보엔 32정간 한 행으로 되었고 그후 세조실록 이후의 많은 악보엔 16정간 한 행이 일반적인 예이다. 행은 몇 개로 구분을 하여 강(綱)이 되는데 고악보의 16정간은 3·2·3·3·2·3정간으로 구분하여 제1강부터 제6강까지 6개의 강으로 나뉘어 있다.
정간보에는 여러 악상부호와, 부호(음표 대용), 그리고 꾸밈음이 있는데, 이는 후에 만들어진 것으로, 대마루 김기수 선생이 만들었다.

## 참고 문헌
- 이 문서에는 다음커뮤니케이션(현 카카오)에서 GFDL 또는 CC-SA 라이선스로 배포한 글로벌 세계대백과사전의 내용을 기초로 작성된 글이 포함되어 있습니다.